# Arsłan Chutalijew
Arsłan Chutalijew (ur. 16 lutego 1985) – uzbecki zapaśnik w stylu wolnym. Dwukrotny uczestnik mistrzostw świata, dziesiąty w 2007. Ósmy na igrzyskach azjatyckich w 2006. Zdobył brązowy medal mistrzostw Azji w 2006. Pierwszy w Pucharze Świata w 2007 i trzeci w drużynie w 2008 roku.